# Turkish Aerospace Industries
Turkish Aerospace Industries Inc. (turecky: Türk Havacılık ve Uzay Sanayi A.Ş., zkr. TAI nebo TUSAŞ) je státní zbrojní společnost v Turecku.

## Dějiny

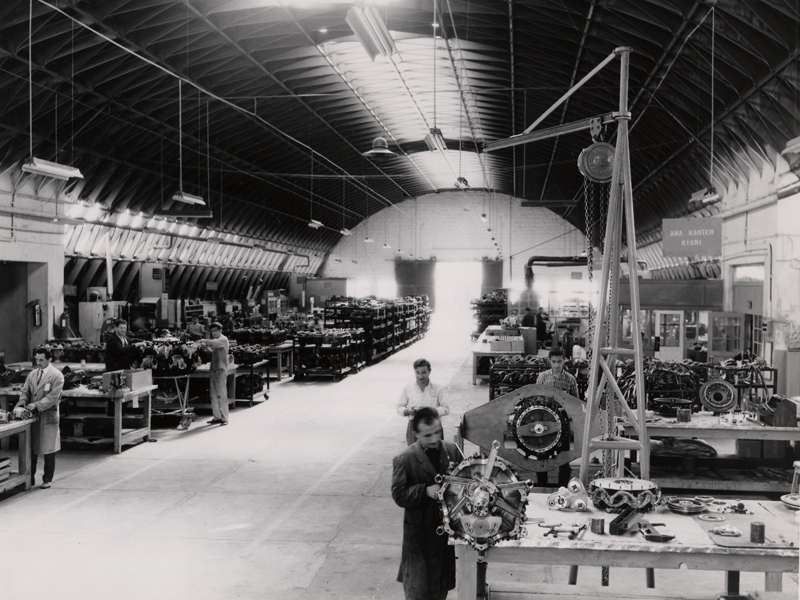
Turkish Aircraft and Engine Limited Company (Tayyare ve Motor Türk Anonim Şirketi, TOMTAŞ) na počátku 20. století

Dne 16. srpna 1925 byla v Kayseri v Turecku založena továrna Turkish Aircraft and Engine Limited Company (turecky: Tayyare ve Motor Türk Anonim Şirketi, TOMTAŞ). Společnost získala svůj současný název v roce 1973 a byla začleněna do Ministerstva průmyslu a technologie Turecka s cílem snížit „zahraniční závislost“ obranného průmyslu země.
Jejich prvním projektem bylo připravit nový F-16 z USA pro turecké letectvo. V roce 1984 se přidaly americké společnosti Lockheed Martin a General Electric, přičemž TAI vyrobila svůj první F-16 v roce 1987. TAI vyrobila 240 letounů F-16 pro Turecko a v 80. a 90. letech smontovala 46 F-16 pro egyptské letectvo. Kvůli neshodám nebyl TUSAŞ v období od roku 1984 do roku 2005 příliš aktivní.
V roce 2005 koupily akcie Lockheed Martin a General Electric turecké soukromé osoby a společnosti. Nový vlastník souhlasil s tím, že společnost vrátí zpět pod kontrolu tureckého státu.
Dne 23. října 2024 byl zahájen útok na kanceláře společnosti v Kahramankazanu v provincii Ankara, který si vyžádal pět mrtvých a dalších 22 zraněných. Zahynuli také dva pachatelé útoku. Později se ke spáchání útoku přiznala PKK.

## Projekty
Projekty TAI zahrnují licenční výrobu proudových letounů General Dynamics F-16 Fighting Falcon, lehkých transportních/námořních hlídkových/sledovacích letounů CASA/IPTN CN-235, cvičných letounů SIAI-Marchetti SF.260, pátracích a záchranných letounů Cougar AS-532 (SAR), bojových pátracích a záchranných (CSAR) a užitkových vrtulníků a také návrh a vývoj bezpilotních vzdušných prostředků (UAV), leteckých terčů a zemědělských letadel.
Hlavní podnikání TAI také zahrnuje programy modernizace, úprav a systémové integrace a poprodejní podporu vojenských a komerčních letadel s pevným i rotačním křídlem, která jsou v inventáři Turecka a jeho spojenců.
Společnost oznámila na mezinárodní letecké show ve Farnborough v roce 2016, že základní cvičné letadlo TAI Hürkuş získalo typovou certifikaci letové způsobilosti.